# Сидямютя
Сидямютя (в верховье Правая Сидямютя) — река в России, протекает по Ямало-Ненецкому АО. Устье реки находится в 223 км по левому берегу реки Хадуттэ. Длина реки составляет 65 км. В 7 км от устья по левому берегу реки впадает река Левая Сидямютя.

## Данные водного реестра
По данным государственного водного реестра России относится к Нижнеобскому бассейновому округу, водохозяйственный участок реки — Пур, речной подбассейн реки — подбассейн отсутствует. Речной бассейн реки — Пур.
Код объекта в государственном водном реестре — 15040000112115300062767.